# Allium robustum
Allium robustum — вид рослин з родини амарилісових (Amaryllidaceae); поширений у Казахстані, китайському Сіньцзяні, східних Гімалаях Індії.

## Опис
Цибулина поодинока, майже куляста, 1–2 см у діаметрі; оболонка чорнувата; внутрішні шари жовтувато-білі. Листків 2–4, лінійні, значно коротші від стеблини, 2–10 мм завширшки, гладкі. Стеблина 40–60 см, кругла в перерізі, злегка ребриста, вкрита листовими піхвами лише в основі. Зонтик від півсферичного до майже кулястого, густо багатоквітковий. Оцвітина від червоної до пурпурово-червоно; сегменти з темно-пурпуровою серединною жилкою, від лінійно-ланцетних до зворотнояйцювато-зворотноланцетних, 5–5.5 × ≈ 2 мм, верхівки майже тупі. Період цвітіння й плодоношення: травень — червень.

## Поширення
Поширення: Казахстан, Китай — Сіньцзян, східні Гімалаї Індії.
Населяє чагарник, степи, кам'янисті та сухі схили; 600–1000 м.